# Microsymmocites kuznetzovi
Microsymmocites kuznetzovi är en fjärilsart som beskrevs av Andrzej Wladyslaw Skalski 1977. Microsymmocites kuznetzovi ingår i släktet Microsymmocites och familjen plattmalar. Inga underarter finns listade i Catalogue of Life.